# Isla de Espardell
Espardell (s'Espardell en catalán) es una isla menor de las Islas Baleares, en España. Está situada al norte de la isla de Formentera, unos 4 km al este de la isla de Espalmador. Pertenece al municipio de Formentera y al parque natural de las Salinas. La isla está continuada al sur por el islote de Espardelló.
Tiene aproximadamente 1.570 m de longitud de norte a sur (0,48 km²). Su costa es acantilada, exceptuando una cala al este (Mollet). En la punta norte (Tramuntana) se encuentra el faro de Espardell, de 53 metros de altitud. En la costa occidental se encuentran los restos de una torre de defensa de origen musulmán.